# Carmen Laforet
Carmen Laforet (ur. 6 września 1921 w Barcelonie, zm. 28 lutego 2004 w Madrycie) – hiszpańska powieściopisarka i nowelistka, najbardziej znana z głośnej debiutanckiej powieści Złuda.

## Życie i twórczość
Dzieciństwo i wczesną młodość spędziła w okresie wojny domowej na bezpiecznych Wyspach Kanaryjskich, gdzie kształciła się w Las Palmas. Po powrocie do Barcelony (1940) studiowała na tamtejszym uniwersytecie filozofię i literaturę. Następnie (1942) przeniosła się do Madrytu, gdzie studiowała prawo. W 1944 odniosła niespodziewanie wielki sukces literacki swą pierwszą powieścią Złuda, za którą przyznano jej Nagrodę im. Eugenio Nadala (Premio Nadal), a następnie (1948) Nagrodę im. J. Fastenratha (Premio Fastenrath) przyznaną przez Hiszpańską Akademię Królewską (Real Academia Española). Później okresowo zaniechała pracy literackiej poświęcając się sprawom rodzinnym po zawarciu związku małżeńskiego z dziennikarzem i krytykiem literackim Manuelem Cerezalesem (1946), z którym miała pięcioro dzieci.
Dopiero po kilkuletniej przerwie wydała powieść La isla y los demonios, której fabuła chronologicznie poprzedza akcję Złudy. W 1951 r. nawróciła się na katolicyzm, co znalazło odbicie w psychologicznym studium samonawrócenia religijnego – powieści La mujer nueva (Nowa kobieta), nagrodzonej dwukrotnie: Premio Menorca de Novela w 1955 r. i Premio Nacional de Literatura (tzw. Nagroda im. M. Cervantesa) w 1956. Nosiła się z zamiarem napisania trylogii Los tres pasos fuera del tiempo, z której jednak powstała tylko część pierwsza (La insolación).
W 1956 odwiedziła Stany Zjednoczone, czego następstwem był cykl szkiców z podróży oraz znajomość z emigracyjnym pisarzem Ramonem J. Senderem, z którym łączyła ją bogata korespondencja. W 1967, po wydaniu jej pierwszej powieści w przekładzie polskim, odbyła podróż do Polski w towarzystwie swej oddanej przyjaciółki Karoliny Babeckiej de Borrell (upamiętnionej w powieści Złuda w postaci Eny), publikując cykl oryginalnych reportaży z kraju „za żelazną kurtyną”, w których interesująco ukazała obraz gomułkowskiego PRL. W późniejszych latach (zwłaszcza po rozwodzie w 1970 r.) znalazła się w trudnej sytuacji osobistej, coraz bardziej odsuwając się od życia towarzyskiego i publicznego, zrażona panującą wokół atmosferą i szarzyzną. Cierpiąc przez dwadzieścia końcowych lat życia na chorobę Alzheimera, zmarła mając 82 lata w podmadryckiej miejscowości Majadahonda.
Była też autorką siedmiu nowel, 22 opowiadań, eseistycznych wspomnień z podróży i licznych reportaży oraz in. artykułów opublikowanych w krajowych czasopismach (m.in. w „La Actualidad Española”). Otworzyła długą listę hiszpańskich pisarek, których literacki dorobek zajmuje ważne miejsce we współczesnej literaturze kraju. Twórczość jej zaliczana jest do specyficznego powojennego stylu literatury hiszpańskiej, tzw. tremendyzmu.

## Najważniejsze utwory
- Nada (Złuda), 1944 – powieść
- La isla y los demonios (Wyspa i demony), 1952 – powieść
- La muerta, 1952 – zbiór opowiadań
- El piano, 1952 – powieść
- La llamada, 1954 – zbiór nowel
- La mujer nueva (Nowa kobieta), 1955 – powieść
- Un matrimonio (Małżeństwo), 1956 – powieść
- La insolación[9] (Udar słoneczny) 1963 – powieść
- Gran Canaria, 1961 – esej o wyspie
- Paralelo 35 (Równoleżnik 35), 1967 – dziennik podróży
- La niña y otros relatos, 1970 – opowiadania
- Mi primer viaje a USA (Moja pierwsza podróż do USA), 1981 – esej